# David Petereit

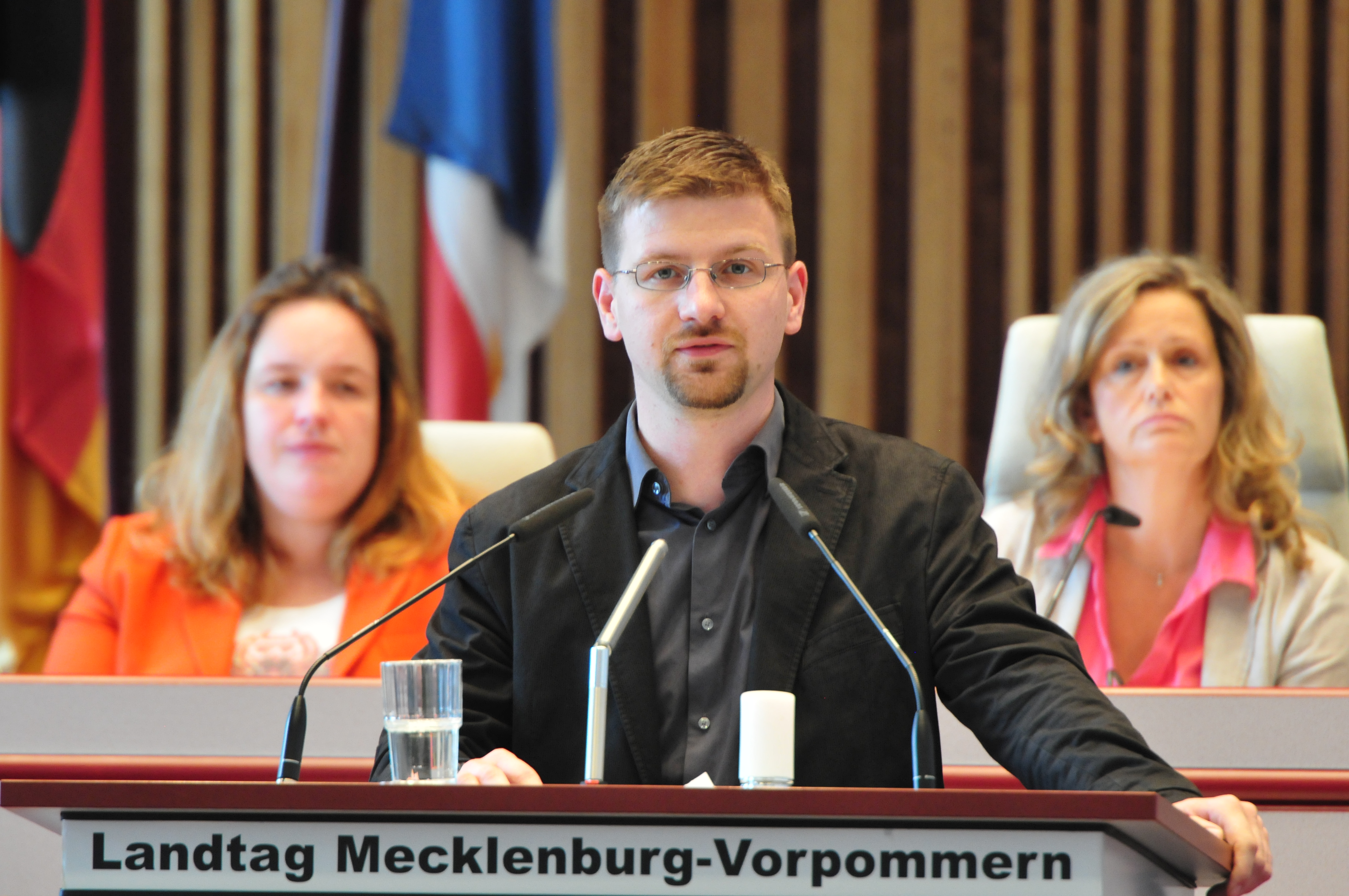
David Petereit
Landtagssitzung Schwerin 19. Juni 2013

David Petereit (* 8. Januar 1981 in Rochlitz) ist einer der führenden Aktivisten der Neonazi-Kameradschaften in Mecklenburg-Vorpommern. Von 2011 bis 2016 gehörte er für die rechtsextreme NPD dem Landtag Mecklenburg-Vorpommern an. Er ist stellvertretender Landesvorsitzender der NPD Mecklenburg-Vorpommern.

## Ausbildung
Nach dem Abitur 1999 an der Integrierten Gesamtschule „Walter Karbe“ in Neustrelitz leistete
Petereit zunächst seinen Wehrdienst ab und absolvierte anschließend von 2001 bis 2004 eine Ausbildung zum Rechtsanwaltsfachangestellten. Von 2004 bis 2010 studierte er Rechtswissenschaften an der Universität Rostock. Daneben war er von 2006 bis 2011 Mitarbeiter im Wahlkreisbüro des damaligen NPD-Landtagsabgeordneten Birger Lüssow.

## NPD
Ein Jahr vor deren Einzug in das mecklenburg-vorpommerische Landesparlament trat er 2005 in die NPD ein. Ende des Jahres war er bereits Vorsitzender der Landesschiedskommission der Partei. David Petereit ist heute stellvertretender Landesvorsitzender der NPD in Mecklenburg-Vorpommern. Im Jahr 2010 bat Petereit um Spenden für eine neue Schulhof-CD der NPD, die auch in anderen Bundesländern verbreitet werden sollte. Bei der Landtagswahl in Mecklenburg-Vorpommern 2011 wurde er auf Platz 5 der Landesliste der NPD gewählt und zog in den Landtag Mecklenburg-Vorpommern ein.

## Freie Kameradschaften
David Petereit galt als führender Kopf der Kameradschaft Mecklenburgische Aktionsfront (M.A.F.) aus dem Raum Neustrelitz. Diese Kameradschaft wurde vom Innenminister Mecklenburg-Vorpommerns am 20. Mai 2009 als verfassungsfeindlich verboten.
Petereit ist Herausgeber der vom Verfassungsschutz als neonazistisch eingestuften Publikation Der weiße Wolf. Das Heft war 1996 in der Justizvollzugsanstalt Brandenburg a. d. Havel als „Rundbrief für Kameraden“ gegründet worden. In diesem Heft wurde bereits 2002 der Terrorgruppe NSU für eine Spende gedankt, neun Jahre vor dem Bekanntwerden der rechtsextremen NSU-Mordserie. Petereit wirkt auch in dem Kulturkreis Mecklenburg-Strelitz und der 2009 verbotenen Heimattreuen Deutschen Jugend (HDJ) mit. Im Juli 2006 reiste Petereit gemeinsam mit rund 20 Anhängern der HDJ sowie des Heimatbunds Pommern zu Gesinnungsgenossen nach Schweden. Alljährlich organisiert David Petereit den sogenannten „Tollense-Marsch“ in Neubrandenburg.  An dem etwa 40 Kilometer langen Marsch nahmen zwischen 80 und 130 Neonazis aus Mecklenburg, Brandenburg und Berlin teil. 2016 waren es nur noch 36 Teilnehmer.

## Strafverfahren
Seit April 2007 ist Petereit Betreiber des Online-Shop Levensboom. Dort verkauft er neben „völkischem Liedgut“ Bücher zur Waffen-SS. Er betreibt auch den Neuteutonia-Verlag für Schriften und Tonträger.
Am 3. Mai 2012 wurden seine Wohnung, die Geschäftsräume und sein Abgeordnetenbüro durch die Generalbundesanwaltschaft und das Bundeskriminalamt durchsucht, da die zuvor von ihm herausgegebene Publikation „Der Weiße Wolf“ ein Grußwort des NSU enthielt. Bei der Durchsuchung wurde ein Brief gefunden, der auch als Datei auf dem PC in der verbrannten Zwickauer Wohnung des NSU gefunden wurde.
In diesem Zusammenhang wird ihm der Vertrieb von Tonträgern mit rechtsextremistischem Inhalt vorgeworfen. Gegen einen Strafbefehl über 2.100 Euro legte Petereit Einspruch ein, sodass anschließend vor dem Amtsgericht Rostock gegen ihn verhandelt wurde. Der Landtag hob seine Immunität am 1. Februar 2012 auf.
Am 23. Februar 2015 verurteilte ihn das Amtsgericht Grevesmühlen wegen Volksverhetzung zu einer Geldstrafe von 10.000 Euro, da er im Juli 2013 im Internet eine englischsprachige Musik-CD mit Gewaltaufrufen gegen Homosexuelle und Pädophile angeboten hatte. In einem weiteren Fall wurde Petereit aus Rechtsgründen freigesprochen.